# ItsNOON
A itsNOON é uma plataforma nacional de economia onde o que vale é a criatividade dos participantes. O objetivo da empresa é criar conexões diretas entre governos, empresas privadas e ONGs, gerando renda, educação e conhecimento. Criada em 2009, é uma rede social, onde pessoas por todo o país expressam ideias e criações com o objetivo de ganhar dinheiro. A principal meta é proporcionar espaço para pessoas e organizações se encontrarem, valorizando a cocriação e a criatividade. 
A frase itsNOON significa 'meio-dia', aquele momento do dia em que  ninguém faz sombra para ninguém. Acho que essa é a ideia inicial. Tem muita gente talentosa sem um lugar ao Sol. Nosso propósito nasce daí, de propor para a sociedade que os talentos não sejam escondidos, explica Reinaldo Pamponet, fundador do site.

## História
Reinaldo Pamponet é considerado um dos “50 mais inovadores do Mundo Digital Brasileiro”  pela revista ProXXima, é formado em Administração de Empresas da Bahia pela FACS, com MBA Executivo na Fundação Dom Cabral e curso de Negócios Internacionais na Regent Oxford School, Inglaterra.O criador da itsNOON, é ex-executivo da Microsoft, onde participou da implementação da internet no Brasil. Pamponet recusou uma promoção na multinacional para fundar, em 2003, o Instituto Eletrocooperativa, com a sede localizada em Salvador. Então desenvolveu um novo método que explora meios de geração e distribuição de renda por meio de tecnologia digital. A Eletrocooperativa incentiva jovens do país inteiro a desenvolver conteúdo audiovisual (músicas, vídeos, programas de rádio, podcasts, fotografias, ilustrações, cartazes e textos), sendo os melhores remunerados. Hoje em dia com o nome itsNOON, a empresa conta com o trabalho de mais de 3.000 jovens, estendendo-se recentemente para outros países. 

## Ações
Primeiramente, pessoas e empresas cadastram-se no site, criando uma rede social, então a organização lança desafios de negócios corporativos e da vida. A pessoa que irá desenvolver deve buscar a meta e enviar sua ideia, em geral os participantes que produzem o trabalho apresentam-o em forma de vídeos, músicas, fotografias, ilustrações, textos, cartazes, programas de rádio e podcasts. No final, são selecionadas as melhores ideias, conforme o objetivo estipulado pela instituição, mas somente uma será escolhida e remunerada.
Participam todos que se interessarem em participar de projetos de criação e tem um objetivo de ganhar dinheiro. Empresas que buscam promover a oportunidade de novos talentos também são bem participativas.